# Live in Tokyo (No Fun at All)
Live in Tokyo — концертний міні-альбом шведського панк-рок гурту No Fun at All, виданий в Швеції лейблом Burning Heart Records та в США Theologian Records в 1999 році.
Пісні були взяті з концерту 1 та 2 травня 1998 року, що пройшов в клубі Quattro в Токіо, Японія.

## Список пісень
1. «Beachparty»
2. «Your Feeble Mind»
3. «I Won't Believe in You»
4. «Believers»
5. «Master Celebrator»
6. «Alcohol» (кавер Gang Green)

## Персонал
- Мікаель Даніельссон (Mikael Danielsson) — гітара
- Інгемар Янссон (Ingemar Jansson) — вокал
- Крістер Йоханссон (Krister Johansson) — гітара
- Zak Malceski - змішування
- К'єлл Рамстедт (Kjell Ramstedt) — ударні
- Генрік Санвіссон (Henrik Sunvisson) — бас-гітара